# Giacomo Bacio Terracina
Giacomo Bacio Terracina (... – 1499) è stato un vescovo cattolico italiano.

## Biografia
Era figlio dei nobili napoletani Eliseo Bacio Terracina e Bastarella Folliero.
Si laureò in utroque iure.
Il 16 novembre 1496 Alfonso d'Aragona, figlio naturale del re di Napoli, rinunciò in suo favore al vescovato di Chieti.
Sotto il suo episcopato, Chieti fu colpita da una pestilenza, fu innalzato il campanile della cattedrale e il re Federico d'Aragona soggiornò per 15 giorni in città.
Morì nel 1499.
Suo nipote Fabrizio, figlio di suo fratello Domenico, fece incidere in sua memoria una lapide posta nella basilica di San Lorenzo Maggiore a Napoli: nell'iscrizione, il vescovo Giacomo è ricordato insieme al fratello Prospero, cavaliere gerosolimitano, commendatore di Melfi e Lauro.